# Municipio de Lambeth
Lambeth es un municipio del Gran Londres (London Borough of Lambeth) localizado en el sur del mismo, en el área conocida como Londres interior. Fue constituido el 1 de abril de 1965 bajo el Acta del Gobierno de Londres de 1963. Su autoridad administrativa es el Lambeth London Borough Council.  

## Historia
El nombre de Lambeth está documentado en 1062 como Lambehitha, lo que significa "lugar para los corderos", y en 1255 como Lambeth. La ciénaga de Lambeth (Lambeth Marsh) fue drenada en el siglo XVIII pero se recuerda en el nombre de una calle, Lower Marsh.
Lambeth formó parte de la antigua y gran parroquia de Lambeth St Mary, sede del palacio episcopal en la hundred de Brixton de Surrey. Era una parroquia alargada en dirección norte-sur con un tramo de dos millas a orillas del río Támesis frente a las ciudades de Londres y Westminster. Lambeth se convirtió en parte del distrito de policía metropolitano en 1829. Siguió siendo una parroquia sola con finalidades de leyes de pobreza tras la Ley de Pobreza de 1834 y una sola parroquia gobernada por un vestry después de la introducción de la Metropolitan Board of Works en 1855.
Hasta el año 1889, Lambeth estaba incluido en el condado de Surrey. Cuando se empezaron a definir los municipios de Londres, el Gobierno inicialmente propuso que Southwark y Lambeth formaran un solo distrito metropolitano, de manera que formaran uno solo, con la sección meridional y oriental del distrito metropolitano de Wandsworth (incluyendo Clapham, Streatham y Tooting) formando otro. 
En 1979 la administración de Edward "Red Ted" Knight organizó la primera manifestación pública del municipio contra el gobierno Thatcher. En 1985, la administración laborista de izquierdas de Ted Knight vio reducido su presupuesto por el gobierno. Knight y la mayor parte de los consejeros laboristas protestaron rechazando hacer ningún presupuesto. Esta protesta dio como resultado que a 32 consejeros se les ordenó pagar al consejo el interés que el consejo había perdido como resultado del retraso en el presupuesto, y quedaron inhabilitados para el cargo.

## Geografía
Según la Oficina Nacional de Estadística británica, Lambeth tiene una superficie de 26,82 km².

## Demografía
Según el censo de 2001, Lambeth tenía 266 169 habitantes (49,27% varones, 50,73% mujeres) y una densidad de población de 9924,27 hab/km². El 19,18% eran menores de 16 años, el 76,63% tenían entre 16 y 74, y el 4,18% eran mayores de 74. La media de edad era de 33,63 años. 
Según su grupo étnico, el 62,39% de los habitantes eran blancos, el 4,83% mestizos, el 4,57% asiáticos, el 25,76% negros, el 1,26% chinos, y el 1,19% de cualquier otro. La mayor parte (68,74%) eran originarios del Reino Unido. El resto de países europeos englobaban al 8,68% de la población, mientras que el 9,3% había nacido en África, el 4,41% en Asia, el 5,62% en América del Norte, el 1,39% en América del Sur, el 1,4% en Oceanía, y el 0,46% en cualquier otro lugar. El cristianismo era profesado por el 58,82%, el budismo por el 0,86%, el hinduismo por el 1,27%, el judaísmo por el 0,45%, el islam por el 5,39%, el sijismo por el 0,16%, y cualquier otra religión por el 0,47%. El 21,7% no eran religiosos y el 10,88% no marcaron ninguna opción en el censo.
El 64,28% de los habitantes estaban solteros, el 22,86% casados, el 2,92% separados, el 6,02% divorciados y el 3,92% viudos. Había 118 447 hogares con residentes, de los cuales el 37,93% estaban habitados por una sola persona, el 16,17% por padres solteros con o sin hijos dependientes, el 34,54% por parejas (23,06% casadas, 11,48% sin casar) con o sin hijos dependientes, y el 11,36% por múltiples personas. Además, había 2825 hogares sin ocupar y 471 eran alojamientos vacacionales o segundas residencias.
De los 144 695 habitantes económicamente activos, el 86,94% estaban empleados, el 8,54% desempleados y el 4,51% eran estudiantes a tiempo completo. 

## Distritos
- Brixton
- Clapham
- Clapham Park
- Crystal Palace
- Gipsy Hill
- Herne Hill
- Kennington
- Lambeth
- Loughborough Junction
- Oval y The Oval
- Stockwell
- Streatham
- Streatham Hill
- Tulse Hill
- Vauxhall
- Waterloo
- West Dulwich
- West Norwood